# Convocazioni per la Coppa delle nazioni oceaniane 2016
Elenco dei giocatori convocati da ciascuna Nazionale partecipante alla Coppa delle nazioni oceaniane 2016, torneo svoltosi in Papua Nuova Guinea.
L'età dei giocatori riportata è relativa al 28 maggio 2016, data di inizio della manifestazione, il numero di presenze include tutte le gare precedenti l'inizio del torneo.
Il simbolo  indica il capitano della squadra.

## Gruppo A

### Tahiti
Allenatore:  Ludovic Graugnard
| N. | Pos. | Giocatore         | Data nascita (età)          | Pres. | Reti | Squadra       |
| -- | ---- | ----------------- | --------------------------- | ----- | ---- | ------------- |
| 1  | P    | Mickaël Roche     | 24 dicembre 1982 (33 anni)  | 7     | 0    | Tefana        |
| 16 | P    | Bruno Tetuanui    | 26 maggio 1982 (34 anni)    | 0     | 0    | Central Sport |
| 2  | D    | Taumihau Tiatia   | 25 luglio 1991 (24 anni)    | 0     | 0    | Tefana        |
| 4  | D    | Ricky Aitamai     | 22 dicembre 1991 (24 anni)  | 4     | 0    | Vénus         |
| 5  | D    | Rainui Aroita     | 25 gennaio 1994 (22 anni)   | 1     | 0    | Tamarii       |
| 14 | D    | Matatia Paama     | 3 ottobre 1992 (23 anni)    | 0     | 0    | Central Sport |
| 18 | D    | Tefai Faehau      | 26 febbraio 1988 (28 anni)  | 0     | 0    | Vénus         |
| 19 | D    | Vincent Simon     | 28 settembre 1983 (32 anni) | 23    | 1    | Pirae         |
| 22 | D    | Nicolas Vallar    | 22 ottobre 1983 (32 anni)   | 15    | 4    | Tefana        |
| 6  | M    | Henri Caroine     | 7 settembre 1981 (34 anni)  | 9     | 0    | Horizon Patho |
| 7  | M    | Temarii Tinorua   | 4 settembre 1986 (29 anni)  | 10    | 2    | Tefana        |
| 9  | M    | Tauhiti Keck      | 1º agosto 1994 (21 anni)    | 1     | 0    | Tefana        |
| 11 | M    | Jay Warren        | 4 maggio 1989 (27 anni)     | 1     | 0    | Pirae         |
| 12 | M    | Mauarii Tehina    | 16 ottobre 1993 (22 anni)   | 0     | 0    | Vénus         |
| 15 | M    | Heimano Bourebare | 15 maggio 1989 (27 anni)    | 14    | 1    | Tefana        |
| 17 | M    | Tamatoa Tetauira  | 17 aprile 1996 (20 anni)    | 0     | 0    | AS Dragons    |
| 20 | M    | Alvin Tehau       | 10 aprile 1989 (27 anni)    | 18    | 6    | Tefana        |
| 8  | A    | Tauatua Lucas     | 23 novembre 1994 (21 anni)  | 3     | 1    | Tefana        |
| 10 | A    | Teaonui Tehau     | 1º settembre 1994 (21 anni) | 17    | 8    | Pirae         |
| 13 | A    | Steevy Chong Hue  | 26 gennaio 1990 (26 anni)   | 25    | 10   | Tefana        |
| 21 | A    | Fred Tissot       | 14 luglio 1995 (20 anni)    | 0     | 0    | Central Sport |

### Nuova Caledonia
Allenatore:  Thierry Sardo

L'attaccante Georges Gope-Fenepej, inizialmente inserito nella lista dei convocati, non ha partecipato alla competizione per impegni con il club.
| N. | Pos. | Giocatore            | Data nascita (età)          | Pres. | Reti | Squadra         |
| -- | ---- | -------------------- | --------------------------- | ----- | ---- | --------------- |
| 1  | P    | Dimitri Petemou      | 3 agosto 1980 (35 anni)     | 2     | 0    | Baco            |
| 20 | P    | Thomas Schmidt       | 4 giugno 1996 (19 anni)     | 2     | 0    | Lössi           |
| 23 | P    | Jelen Ixoée          | 6 giugno 1988 (27 anni)     | 1     | 0    | Magenta         |
| 2  | D    | Judikael Ixoée       | 7 marzo 1990 (26 anni)      | 11    | 1    | Carqueiranne    |
| 3  | D    | Joseph Tchako        | 30 marzo 1993 (23 anni)     | 2     | 0    | Le Mons-Dore    |
| 4  | D    | Georges Béaruné      | 27 luglio 1989 (26 anni)    | 12    | 1    | Magenta         |
| 5  | D    | Kevin Nemia          | 31 luglio 1989 (26 anni)    | 0     | 0    | Magenta         |
| 12 | D    | Loïc Wakanumuné      | 27 marzo 1985 (31 anni)     | 2     | 0    | Magenta         |
| 13 | D    | Jean-Brice Wadriako  | 15 gennaio 1993 (23 anni)   | 1     | 0    | Magenta         |
| 16 | D    | Jean Christ Wajoka   | 6 settembre 1992 (23 anni)  | 2     | 0    | Magenta         |
| 18 | D    | Emile Béaruné        | 7 febbraio 1990 (26 anni)   | 25    | 1    | Horizon Patho   |
| 6  | M    | Cédric Sansot        | 13 aprile 1989 (27 anni)    | 2     | 0    | Magenta         |
| 7  | M    | Joël Wakanumuné      | 30 settembre 1986 (29 anni) | 18    | 1    | Magenta         |
| 8  | M    | Roy Kayara           | 2 maggio 1990 (26 anni)     | 21    | 6    | Hienghène Sport |
| 10 | M    | César Lolohéa        | 29 agosto 1989 (26 anni)    | 24    | 9    | Laval           |
| 14 | M    | Jacky Meindu         | 6 giugno 1989 (26 anni)     | 1     | 0    | Nouméa          |
| 15 | M    | Joerisse Cexome      | 19 gennaio 1990 (26 anni)   | 2     | 0    | Lössi           |
| 19 | M    | Joseph Athale        | 11 luglio 1995 (20 anni)    | 2     | 0    | Wetr            |
| 9  | A    | Jean-Philippe Saïko  | 20 agosto 1990 (25 anni)    | 0     | 0    | Poitiers        |
| 11 | A    | Bertrand Kaï         | 6 giugno 1983 (32 anni)     | 31    | 20   | Hienghène Sport |
| 17 | A    | Brice Dahité         | 21 giugno 1991 (24 anni)    | 2     | 0    | Hienghène Sport |
| 21 | A    | Georges Gope-Fenepej | 23 ottobre 1988 (27 anni)   | 16    | 15   | Amiens          |

### Samoa
Allenatore:  Scott Easthope
| N. | Pos. | Giocatore          | Data nascita (età)          | Pres. | Reti | Squadra                |
| -- | ---- | ------------------ | --------------------------- | ----- | ---- | ---------------------- |
| 1  | P    | Faalavelvae Matagi | 13 marzo 1997 (19 anni)     | 1     | 0    | Vaitele Uta            |
| 22 | P    | Charlie Tapelu     | 22 luglio 1993 (22 anni)    | 0     | 0    | Vaitele Uta            |
| 23 | P    | Ted Sikovi         | 26 maggio 1983 (33 anni)    | 0     | 0    | Lupe ole Soaga         |
| 3  | D    | Kaipo Tagaloa      | 24 marzo 1993 (23 anni)     | 0     | 0    | Maui Sabers            |
| 4  | D    | Filipo Bureta      | 5 marzo 1983 (33 anni)      | 11    | 0    | Clendon United         |
| 5  | D    | Jarrell Sale       | 16 settembre 1984 (31 anni) | 13    | 0    | Kiwi                   |
| 16 | D    | Marcus Alimonti    | 4 luglio 1997 (18 anni)     | 0     | 0    | Dulwich Hill           |
| 18 | D    | Henry Pupi         | 23 gennaio 1993 (23 anni)   | 1     | 0    | Vaitele Uta            |
| 6  | M    | Ryan Martin        | 4 settembre 1993 (22 anni)  | 0     | 0    | Svincolato             |
| 7  | M    | Andrew Mobberly    | 10 marzo 1992 (24 anni)     | 3     | 2    | Southern United        |
| 8  | M    | Cameron Martin     | 15 settembre 1994 (21 anni) | 0     | 0    | Svincolato             |
| 9  | M    | Paulo Scanlan      | 9 agosto 1996 (19 anni)     | 0     | 0    | Vaipuna SC             |
| 13 | M    | Lionel Taylor      | 22 gennaio 1984 (32 anni)   | 12    | 1    | Kiwi                   |
| 14 | M    | Keone Kapisi       | 19 aprile 1994 (22 anni)    | 0     | 0    | Maui Sabers            |
| 17 | M    | Joseph Dan-Tyrell  | 24 maggio 1994 (22 anni)    | 3     | 0    | Central United         |
| 20 | M    | Silao Malo         | 30 dicembre 1990 (25 anni)  | 9     | 2    | Vaimoso                |
| 21 | M    | Samuelu Malo       | 4 aprile 1999 (17 anni)     | 0     | 0    | Samoa Football Academy |
| 2  | A    | Johnny Hall        | 16 febbraio 1991 (25 anni)  | 3     | 2    | Brookvale              |
| 10 | A    | Desmond Fa'aiuaso  | 24 febbraio 1984 (32 anni)  | 14    | 7    | Strickland Brothers    |
| 11 | A    | Jai Ingham         | 14 agosto 1993 (22 anni)    | 0     | 0    | Melbourne Victory      |
| 12 | A    | Mike Saofaiga      | 12 gennaio 1991 (25 anni)   | 5     | 0    | Kiwi                   |
| 15 | A    | Luki Gosche        | 13 gennaio 1986 (30 anni)   | 3     | 2    | Kiwi                   |
| 19 | A    | Lapa Toni          | 7 aprile 1994 (22 anni)     | 1     | 0    | Lupe ole Soaga         |

### Papua Nuova Guinea
Allenatore:  Flemming Serritslev
| N. | Pos. | Giocatore        | Data nascita (età)          | Pres. | Reti | Squadra                 |
| -- | ---- | ---------------- | --------------------------- | ----- | ---- | ----------------------- |
| 1  | P    | Ishmael Pole     | 25 gennaio 1993 (23 anni)   | 0     | 0    | Hekari United           |
| 20 | P    | Ronald Warisan   | 20 settembre 1989 (26 anni) | 3     | 0    | Lae                     |
| 23 | P    | Leslie Kalai     | 6 dicembre 1984 (31 anni)   | 6     | 0    | Hekari United           |
| 2  | D    | Daniel Joe       | 29 maggio 1990 (25 anni)    | 4     | 0    | Hekari United           |
| 3  | D    | Valentine Nelson | 12 aprile 1987 (29 anni)    | 10    | 0    | Lae                     |
| 5  | D    | Felix Komolong   | 6 marzo 1997 (19 anni)      | 2     | 0    | Hekari United           |
| 13 | D    | Roland Bala      | 18 settembre 1990 (25 anni) | 0     | 0    | Port Moresby            |
| 15 | D    | Philip Steven    | 19 gennaio 1995 (21 anni)   | 2     | 0    | Rapatona                |
| 16 | D    | Jeremy Yasasa    | 27 marzo 1985 (31 anni)     | 9     | 2    | Hekari United           |
| 19 | D    | Koriak Upaiga    | 13 giugno 1987 (28 anni)    | 7     | 0    | Hekari United           |
| 21 | D    | Sammie Campbell  | 27 luglio 1986 (29 anni)    | 0     | 0    | Hekari United           |
| 22 | D    | Otto Kusunan     | 29 luglio 1993 (22 anni)    | 2     | 0    | Hekari United           |
| 4  | M    | Alwin Komolong   | 2 novembre 1994 (21 anni)   | 0     | 0    | Northern Kentucky Norse |
| 8  | M    | Michael Foster   | 5 settembre 1985 (30 anni)  | 11    | 3    | Lae                     |
| 10 | M    | Obert Bika       | 11 maggio 1993 (23 anni)    | 1     | 0    | Lae                     |
| 11 | M    | Wira Wama        | 24 ottobre 1989 (26 anni)   | 2     | 0    | Hekari United           |
| 12 | M    | David Muta       | 24 ottobre 1987 (28 anni)   | 9     | 1    | Hekari United           |
| 14 | M    | Emmanuel Simon   | 25 dicembre 1992 (23 anni)  | 1     | 0    | Hekari United           |
| 17 | M    | Jacob Sabua      | 25 agosto 1994 (21 anni)    | 0     | 0    | Port Moresby            |
| 7  | A    | Patrick Aisa     | 6 luglio 1994 (21 anni)     | 1     | 0    | Rapatona                |
| 7  | A    | Raymond Gunemba  | 10 dicembre 1989 (26 anni)  | 6     | 2    | Lae                     |
| 9  | A    | Nigel Dabinyaba  | 26 ottobre 1992 (23 anni)   | 3     | 2    | Lae                     |
| 18 | A    | Tommy Semmy      | 30 settembre 1994 (21 anni) | 4     | 0    | Hekari United           |

## Gruppo B

### Figi
Allenatore:  Frank Farina
| N. | Pos. | Giocatore              | Data nascita (età)          | Pres. | Reti | Squadra            |
| -- | ---- | ---------------------- | --------------------------- | ----- | ---- | ------------------ |
| 1  | P    | Simione Tamanisau      | 5 giugno 1982 (33 anni)     | 30    | 0    | Rewa               |
| 20 | P    | Shaneel Naidu          | 28 marzo 1995 (21 anni)     | 0     | 0    | Ba                 |
| 22 | P    | Benaminio Mateinaaqara | 18 agosto 1987 (28 anni)    | 7     | 0    | Suva               |
| 2  | D    | Avinesh Suwamy         | 6 aprile 1986 (30 anni)     | 14    | 2    | Ba                 |
| 3  | D    | Remueru Tekiate        | 7 agosto 1990 (25 anni)     | 3     | 0    | Hekari United      |
| 4  | D    | Jale Dreloa            | 21 aprile 1995 (21 anni)    | 4     | 0    | Suva               |
| 7  | D    | Pita Baleitoga         | 30 novembre 1984 (31 anni)  | 17    | 3    | Hekari United      |
| 14 | D    | Kolinio Sivoki         | 10 marzo 1995 (21 anni)     | 1     | 0    | Lautoka            |
| 19 | D    | Amani Makoe            | 20 febbraio 1991 (25 anni)  | 3     | 0    | Rewa               |
| 21 | D    | Alvin Singh            | 9 giugno 1988 (27 anni)     | 16    | 1    | Ba                 |
| 23 | D    | Samuela Kautoga        | 21 maggio 1987 (29 anni)    | 10    | 0    | Ba                 |
| 6  | C    | Nickel Chand           | 28 luglio 1995 (20 anni)    | 0     | 0    | Suva               |
| 8  | C    | Setareki Hughes        | 8 giugno 1995 (20 anni)     | 0     | 0    | Suva               |
| 12 | C    | Tevita Waranaivalu     | 16 settembre 1995 (20 anni) | 3     | 1    | Rewa               |
| 13 | C    | Ilisoni Tuinawaivuvu   | 8 gennaio 1991 (25 anni)    | 4     | 0    | Labasa             |
| 16 | C    | Malakai Tiwa           | 3 ottobre 1986 (29 anni)    | 16    | 5    | Ba                 |
| 17 | C    | Taione Kerevanua       | 19 aprile 1991 (25 anni)    | 2     | 1    | Labasa             |
| 18 | C    | Laisenia Raura         | 14 ottobre 1990 (25 anni)   | 1     | 0    | Ba                 |
| 5  | A    | Rusiate Matarerega     | 17 febbraio 1993 (23 anni)  | 0     | 0    | Suva               |
| 9  | A    | Roy Krishna            | 20 agosto 1987 (28 anni)    | 23    | 15   | Wellington Phoenix |
| 10 | A    | Iosefo Verevou         | 5 gennaio 1996 (20 anni)    | 2     | 0    | Rewa               |
| 11 | A    | Ilimotama Jese         | 16 marzo 1990 (26 anni)     | 4     | 0    | Nadi               |
| 15 | A    | Samuela Nabenia        | 5 febbraio 1995 (21 anni)   | 0     | 0    | Ba                 |

### Nuova Zelanda
Allenatore:  Anthony Hudson

La squadra viene annunciata il 12 maggio 2016. Il 22 maggio il centrocampista Clayton Lewis viene sostituito dall'attaccante Jeremy Brockie. Il 24 maggio l'attaccante Shane Smeltz viene sostituito dal centrocampista Luka Prelevic.
| N. | Pos. | Giocatore                 | Data nascita (età)         | Pres. | Reti | Squadra                         |
| -- | ---- | ------------------------- | -------------------------- | ----- | ---- | ------------------------------- |
| 1  | P    | Stefan Marinovic          | 7 ottobre 1991 (24 anni)   | 3     | 0    | Unterhaching                    |
| 12 | P    | Max Crocombe              | 12 agosto 1993 (22 anni)   | 0     | 0    | Oxford Utd                      |
| 23 | P    | Tamati Williams           | 19 gennaio 1984 (32 anni)  | 1     | 0    | RKC Waalwijk                    |
| 2  | D    | Kip Colvey                | 15 marzo 1994 (22 anni)    | 0     | 0    | S.J. Earthquakes                |
| 4  | D    | Themistoklīs Tzīmopoulos  | 20 novembre 1985 (30 anni) | 3     | 0    | PAS Giannina                    |
| 5  | D    | Michael Boxall            | 18 agosto 1988 (27 anni)   | 14    | 0    | SuperSport Utd                  |
| 17 | D    | Luke Adams                | 8 maggio 1994 (22 anni)    | 0     | 0    | South Melbourne                 |
| 18 | D    | Sam Brotherton            | 2 ottobre 1996 (19 anni)   | 1     | 0    | University of Wisconsin-Madison |
| 19 | D    | Tom Doyle                 | 30 giugno 1992 (23 anni)   | 2     | 0    | Wellington Phoenix              |
| 3  | C    | Matthew Ridenton          | 11 marzo 1996 (20 anni)    | 1     | 0    | Wellington Phoenix              |
| 6  | C    | Bill Tuiloma              | 23 marzo 1995 (21 anni)    | 9     | 0    | Strasburgo                      |
| 8  | C    | Michael McGlinchey        | 7 gennaio 1987 (29 anni)   | 33    | 3    | Wellington Phoenix              |
| 10 | C    | Luka Prelevic             | 7 settembre 1995 (20 anni) | 0     | 0    | Pascoe Vale                     |
| 11 | C    | Marco Rojas               | 5 novembre 1991 (24 anni)  | 22    | 1    | Thun                            |
| 16 | C    | Louis Fenton              | 3 aprile 1993 (23 anni)    | 3     | 0    | Wellington Phoenix              |
| 20 | C    | Te Atawhai Hudson-Wihongi | 27 marzo 1995 (21 anni)    | 1     | 0    | Onehunga Sports                 |
| 22 | C    | Moses Dyer                | 21 marzo 1997 (19 anni)    | 2     | 0    | Onehunga Sports                 |
| 7  | A    | Kosta Barbarouses         | 19 febbraio 1990 (26 anni) | 29    | 2    | Melbourne Victory               |
| 9  | A    | Chris Wood                | 7 dicembre 1991 (24 anni)  | 39    | 14   | Leeds Utd                       |
| 13 | A    | Monty Patterson           | 9 dicembre 1996 (19 anni)  | 0     | 0    | Ipswich Town                    |
| 14 | A    | Rory Fallon               | 20 marzo 1982 (34 anni)    | 18    | 4    | Bristol Rovers                  |
| 15 | A    | Jeremy Brockie            | 7 ottobre 1987 (28 anni)   | 47    | 1    | SuperSport Utd                  |
| 21 | A    | Logan Rogerson            | 28 maggio 1998 (18 anni)   | 1     | 0    | Wellington Phoenix              |

### Vanuatu
Allenatore:  Moise Poida
| N. | Pos. | Giocatore          | Data nascita (età)          | Pres. | Reti | Squadra            |
| -- | ---- | ------------------ | --------------------------- | ----- | ---- | ------------------ |
| 1  | P    | Seiloni Iaruel     | 17 aprile 1995 (21 anni)    | 4     | 0    | Tafea              |
| 20 | P    | Chikau Mansale     | 13 gennaio 1983 (33 anni)   | 16    | 0    | Hekari United      |
| 21 | P    | Kaloran Firiam     | 10 dicembre 1994 (21 anni)  | 0     | 0    | Tafea              |
| 2  | D    | Brian Kaltack      | 30 settembre 1993 (22 anni) | 11    | 3    | Erakor Golden Star |
| 3  | D    | Kevin Shem         | 5 dicembre 1993 (22 anni)   | 6     | 0    | Tafea              |
| 4  | D    | Jason Thomas       | 20 gennaio 1997 (19 anni)   | 3     | 0    | Erakor Golden Star |
| 5  | D    | Jacques Wanemut    | 2 febbraio 1992 (24 anni)   | 1     | 0    | Erakor Golden Star |
| 6  | D    | Ignace Iamak       | 23 marzo 1990 (26 anni)     | 3     | 0    | Tafea              |
| 7  | D    | Samuel Kaloros     | 16 settembre 1989 (26 anni) | 1     | 0    | Erakor Golden Star |
| 8  | D    | Remy Kalsrap       | 20 gennaio 1996 (20 anni)   | 2     | 0    | Erakor Golden Star |
| 9  | C    | Bill Nicholls      | 3 giugno 1993 (22 anni)     | 2     | 1    | Tupuji Imere       |
| 10 | C    | Dominique Fred     | 21 ottobre 1992 (23 anni)   | 5     | 0    | Amicale            |
| 11 | C    | Raoul Coulon       | 3 dicembre 1995 (20 anni)   | 1     | 0    | Tupuji Imere       |
| 12 | C    | Zica Manuhi        | 23 luglio 1993 (22 anni)    | 1     | 0    | Tafea              |
| 13 | C    | Nemani Roqara      | 9 giugno 1993 (22 anni)     | 2     | 0    | Erakor Golden Star |
| 14 | C    | Bong Kalo          | 18 gennaio 1997 (19 anni)   | 2     | 0    | Tafea              |
| 15 | C    | Daniel Natou       | 25 novembre 1989 (26 anni)  | 5     | 0    | Solomon Warriors   |
| 22 | C    | Jacky Ruben        | 24 giugno 1996 (19 anni)    | 2     | 0    | Erakor Golden Star |
| 16 | A    | Tony Kaltack       | 5 settembre 1996 (19 anni)  | 2     | 1    | Erakor Golden Star |
| 17 | A    | Jean Kaltack       | 19 agosto 1994 (21 anni)    | 8     | 9    | Erakor Golden Star |
| 18 | A    | Fenedy Masauvakalo | 4 novembre 1985 (30 anni)   | 12    | 1    | Amicale            |
| 19 | A    | Kensi Tangis       | 20 gennaio 1990 (26 anni)   | 13    | 2    | Solomon Warriors   |
| 23 | A    | Don Mansale        | 10 ottobre 1991 (24 anni)   | 3     | 0    | Tupuji Imere       |

### Isole Salomone
Coach:  Moses Toata
| N. | Pos. | Giocatore          | Data nascita (età)          | Pres. | Reti | Squadra          |
| -- | ---- | ------------------ | --------------------------- | ----- | ---- | ---------------- |
| 1  | P    | Phillip Mango      | 28 agosto 1995 (20 anni)    | 2     | 0    | Marist           |
| 12 | P    | Samson Koti        | 11 dicembre 1991 (24 anni)  | 5     | 0    | Solomon Warriors |
| 23 | P    | James Do'oro       | 19 giugno 1995 (20 anni)    | 0     | 0    | Kossa            |
| 2  | D    | Hadisi Aengari     | 23 ottobre 1988 (27 anni)   | 2     | 0    | Solomon Warriors |
| 3  | D    | Bata Furai         | 4 gennaio 1985 (31 anni)    | 1     | 0    | Solomon Warriors |
| 4  | D    | Fred Fakari        | 9 novembre 1989 (26 anni)   | 2     | 0    | Solomon Warriors |
| 5  | D    | Freddie Kini       | 27 novembre 1992 (23 anni)  | 6     | 0    | Amicale          |
| 6  | D    | Allen Peter        | 11 settembre 1995 (20 anni) | 1     | 0    | Malaita Kingz    |
| 17 | D    | Nelson Sale Kilifa | 7 ottobre 1986 (29 anni)    | 27    | 0    | Amicale          |
| 8  | C    | Paul Wale          | 9 luglio 1985 (30 anni)     | 2     | 0    | Koloale          |
| 10 | C    | Judd Molea         | 23 agosto 1988 (27 anni)    | 7     | 1    | Western United   |
| 11 | C    | Micah Lea'alafa    | 1º giugno 1991 (24 anni)    | 2     | 1    | Auckland City    |
| 14 | C    | Moffat Kilifa      | 17 novembre 1990 (25 anni)  | 1     | 0    | Ifira Black Bird |
| 18 | C    | Henry Fa'arodo     | 5 ottobre 1982 (33 anni)    | 40    | 15   | Western United   |
| 19 | C    | Gibson Daudau      | 3 settembre 1988 (27 anni)  | 1     | 0    | Solomon Warriors |
| 20 | C    | Charlie Otainao    | 5 giugno 1992 (23 anni)     | 2     | 0    | Kossa            |
| 22 | C    | Joses Nawo         | 3 maggio 1988 (28 anni)     | 15    | 4    | Hekari United    |
| 7  | A    | Dennis Ifunaoa     | 9 novembre 1991 (24 anni)   | 2     | 0    | Solomon Warriors |
| 9  | A    | Benjamin Totori    | 20 febbraio 1986 (30 anni)  | 27    | 16   | Western United   |
| 13 | A    | James Naka         | 9 ottobre 1984 (31 anni)    | 16    | 3    | Amicale          |
| 15 | A    | Jerry Donga        | 31 gennaio 1991 (25 anni)   | 0     | 0    | Solomon Warriors |
| 16 | A    | Gagame Feni        | 21 agosto 1992 (23 anni)    | 2     | 0    | Western United   |